# Evidencialidade (linguística)
Em linguística, evidencialidade  é, de maneira geral, a indicação da natureza das evidências (confirmações) para uma determinada afirmação numa frase; isto é, se existem evidências para a afirmativa e, caso existem, de que tipo são. Um evidencial (também verificacional ou validacional) é o elemento gramatical (afixo, clítico ou partícula) que indica a natureza de tal evidência. Os idiomas com apenas uma evidência têm tido termos como mediativo, metafórico e indireto usado em vez de evidencial. Evidencialidade é um significado de natureza e afirmação de que existe evidência para a afirmação e qual o tipo da mesma.
Todos os idiomas têm alguns meios de especificar a fonte de informação, seja direta, indireta, suposta, etc. Os idiomas europeus (como germânicos, eslavos, românicos) geralmente indicam a evidencialidade como, por exemplo, em português:me parece, suponho, ouvi dizer, etc
Algumas línguas têm uma categoria gramatical distinta de marcar evidência, a qual deve ser sempre expressa. Os elementos nas línguas europeias sem essa categoria "evidencialidade" que indicam a fonte de informação são opcionais e geralmente não têm a indemficação da evidência como sua função principal. Portanto, eles não formam uma categoria gramatical. Os elementos obrigatórios dos sistemas de evidências gramaticais podem ser traduzidos para o português, de várias maneiras, como ‘‘eu ouvi isso’‘ ,’‘eu vejo isso’‘, ’‘eu acho isso’‘, ’‘como eu ouvi, ‘‘como eu posso ver, ‘‘tanto quanto eu entendo, ‘‘eles dizem, ‘‘é dito, ‘‘parece, ‘‘parece-me que, "parece que", "parece que","parece que", "alegou", "declarou", "supostamente", "supostamente", "obviamente"" etc.
Alexandra Aikhenvald (2004) relata que cerca de um quarto das línguas do mundo tem algum tipo de evidencialidade gramatical. Ela também relata que, conforme seu conhecimento, nenhuma pesquisa foi conduzida sobre evidências gramaticais em línguade sinais. Um primeiro estudo preliminar sobre evidências em língua de sinais foi conduzido por Laura Mazzoni em Língua gestual italiana (LIS).
Muitas línguas com evidencialidade gramatical marcam isso de forma independente do tempo, aspecto ou modo epistêmico do verbo para avaliar informação prestada por quem fala, ou seja, se é confiável, incerta, provável, suposta, etc.
A evidência pode ser expressa de diferentes formas gramaticais, dependendo do idioma, como por meio de afixos, clíticos ou partículas Por exemplo, o língua japonesa possui evidencialides inferenciais e marcadores informando reportes que são feitos via sufixos numa variedade de predicados principalmente verbais e também substantivos. 
Em outro exemplo,  a língua pomo oriental possui quatro sufixos evidenciais que são adicionados aos verbos: -ink'e (sensorial não visual), -ine (inferencial), - • le (boatos) e -ya (conhecimento direto).
| + Evidencialidad em Pomo Oriental (McLendon 2003) | - style = "background: # e0e0e0;" | Tipo de evidência                                               | Verbo de exemplo | Sentido |
| sensorial não visual                              | pʰa • békʰ '- ink'e'              | "queimado" [falante sentiu a sensação]                          |                  |         |
| inferencial                                       | pʰa • bék '- ine'                 | "deve ter queimado" [falante viu evidências circunstanciais]    |                  |         |
| boato (reportativo)                               | pʰa • békʰ '- • le'               | "queimado, eles dizem" [falante está relatando o que foi dito]  |                  |         |
| conhecimento direto                               | pʰa • bék '- um'                  | "queimado" [falante tem evidência direta, provavelmente visual] |                  |         |

O uso da evidencialidade tem implicações em línguas que não marcam a evidencialidade distintamente da modalidade epistêmica. Por exemplo, uma pessoa que faz uma declaração falsa qualificada como uma mera crença pode ser considerada equivocada; uma pessoa que fizer uma declaração falsa qualificada como um fato observado pessoalmente provavelmente será considerada mentira, má fé.
Em alguns línguas, os marcadores de evidencialidade também servem a outros propósitos, como indicar a atitude do falante em relação à crença ou a afirmação. Geralmente, um marcador probatório direto pode servir para indicar que o falante está certo sobre o evento declarado. O uso de um marcador probatório indireto, como um boato ou informação relatada, pode indicar que o falante não tem certeza sobre a afirmação ou não quer assumir a responsabilidade pela mesma. Uma evidência do tipo "boato" pode então ter o tom de "é o que eles dizem; se é verdade ou não, não é algo que eu possa assumir". Em outros línguas, porém, esse não é o caso. Portanto, deve-se distinguir entre os marcadores evidenciais que apenas marcam a fonte do conhecimento e os marcadores evidenciais que servem a outras funções, como a marcação da modalidade epistêmica.
As evidências também podem ser usadas para "desviar a culpabilidade" em uma informação. Em sua dissertação sobre a Nanti da amazônica peruana, Lev Michael se refere a um exemplo em que uma menina é acidentalmente queimada, e um membro da comunidade questiona sua mãe sobre como isso aconteceu. A mãe dela usa o marcador evidencial 'ka', que se traduz em 'presumivelmente', para desviar a responsabilidade pelo que ocorreu com a menina.
Alguns idiomas apresentam casos limítrofes. Por exemplo, o francês é mais parecido com o inglês por não ter evidências gramaticais, mas permite alguma capacidade de expressá-lo por inflexão. Ao usar o estado condicional, que tem três usos: condições, futuro do passado e boatos. O francês jornalístico freqüentemente faz uma distinção entre Il 'a' reconnu sa culpabilité e Il 'aurait' reconnu sa culpabilité: ambos se traduzem em "Ele admitiu sua culpa", mas com uma implicação de certeza no primeiro e a ideia de "supostamente" no segundo; o mesmo acontece em espanhol:  Él ha reconocido su culpa vs. Él habría reconocido su culpa.

## Tipos
Seguindo a tipologia linguística de Alexandra Aikhenvald (2004, 2006), existem dois tipos amplos de marcação evidencial:
1. marcação de indiretividade ("tipo I")
2. marcação evidencial ("tipo II")

O primeiro tipo  indiretividade  indica se existe evidência para uma determinada declaração, mas não especifica que tipo de evidência. O segundo tipo ( evidencialidade adequada ) especifica o tipo de evidência (como se a evidência é visual, relatada ou inferida).

### Indiretividade (tipo I)
Os sistemas de Indiretividade  (também conhecidos como inferencialidade) são comuns em línguas urálicas e línguas turcomanas. Esses idiomas indicam se existem evidências para uma determinada fonte de informação - portanto, contrastam as informações diretas (relatadas diretamente) e as informações indiretas (relatadas indiretamente) com foco em sua recepção pelo falante / destinatário). Diferente dos outros sistemas "tipo II" evidencial "an", uma marcação de indiretividade não indica informações sobre a fonte de conhecimento é: irrelevante, se as informações resultam de boatos, inferência ou percepção; no entanto, algumas línguas turcomanas distinguem entre "indireto relatado" e "indireto não relatado" . Isso pode ser visto nos seguintes verbos do turco
| gel - di ' | "veio" |  |  | gel '- miş' | "obviamente veio, veio (pelo que entendi)" | - | veio- PASSADO |  |  |  | veio- INDIR.PASS |  |
(Johanson 2003: 275)
Na palavra geld, o sufixo não marcado '-di' indica pretérito]. Na segunda palavra, gelmiş, o sufixo  -miş também indica o tempo passado, mas indiretamente. Pode ser traduzido para o português com as frases com adicções de obviamente, aparentemente ou até onde eu entendo '. O marcador de tempo passado direto -di não é marcado (é neutro) no sentido de que a evidência existe ou não que apóia a afirmação não é especificada.

### Evidencialidade (tipo II)
Um tipo amplo de sistema de evidencialidade ("tipo II") especifica a natureza das evidências que sustentam uma declaração. Esses tipos de evidência podem ser divididos em categorias como:
* Testemunhado vs. não testemunhado
* Primeira mão vs. segunda mão vs. terceira mão
* Sensorial
** Visual vs. não visual (ou seja, auditivo, olfativo etc.)
- Inferencial

* Relatado
** Boato
** Quotativo (conforme declarado)
* Assumido
Uma evidência "testemunhada" indica que a fonte de informação foi obtida por observação direta do falante. Geralmente, isso é de observação visual, ou "testemunha ocular", mas alguns idiomas também marcam informações ouvidas diretamente a partir de informações vistas diretamente. Uma evidência testemunhada geralmente é contrastada com uma evidência de não testemunhada, que indica que as informações não foram testemunhadas pessoalmente, mas foram obtidas através de uma fonte de segunda mão ou foram inferidas pelo orador.
Um "evento de segunda mão" é usado para marcar qualquer informação que não tenha sido observada ou experimentada pessoalmente pelo falante. Isso pode incluir inferências ou informações relatadas. Esse tipo de evidência pode ser contrastado com uma evidência que indica qualquer outro tipo de fonte. Alguns idiomas distinguem entre fontes de informação de segunda e terceira mão.
Os "elementos sensoriais" geralmente podem ser divididos em diferentes tipos. Alguns idiomas marcam evidências 'visuais' diferentemente das evidências 'não visuais' ouvidas, cheiradas ou sentidas. A língua kashaya possui um elemento auditivo separado.
Um "inferencial" indica que as informações não foram experimentadas pessoalmente, mas foram inferidas a partir de evidências indiretas. Algumas línguas têm diferentes tipos de evidências inferenciais. Algumas das inferências encontradas indicam:
# Informações inferidas por evidência física direta
# Informações inferidas por um conhecimento geral
# Informações inferidas / assumidas devido à experiência do falante em situações semelhantes
# Realização adiada no passado
Em muitos casos, diferentes evidências inferenciais também indicam modalidade epistêmica, como incerteza ou probabilidade. Por exemplo, uma evidência pode indicar que a informação é inferida, mas de validade incerta, enquanto outra indica que a informação é inferida, mas é improvável que seja verdadeira.
As evidencialidades "relatadas" indicam que as informações foram relatadas ao falante por outra pessoa. Alguns idiomas distinguem entre rumores e quotativos . Boatos indica informações relatadas que podem ou não ser precisas. Uma declaração indica que a informação é precisa e não está aberta à interpretação, ou seja, é uma citação direta. Um exemplo de um quotativo (declaração) do Shipibo (-ronki) está aqui:
Aronkiai.
a-ronki-ai
do-QUOT-INCOMPL
"Dizem que ela fará isso" / "Ela diz que fará isso"
(Valenzuela 2003:39)

#### Tipologia de evidencialidades
A seguir, é apresentada uma breve pesquisa de sistemas evidenciais encontrados nas línguas do mundo, identificadas em Aikhenvald (2004). Alguns línguas têm apenas dois marcadores de evidência, enquanto outros podem ter, três, quatro, cinco ou até mais. Os tipos de sistema são organizados pelo número de evidências encontradas no língua. Por exemplo, um sistema de dois termos (A) terá dois marcadores de evidência diferentes; um sistema de três termos ( B ) terá três evidências diferentes. Os sistemas são ainda divididos pelo tipo de evidência que é indicada (por exemplo, A1, A2, A3 etc.). Os línguas que exemplificam cada tipo estão listados entre parênteses.
O sistema mais comum encontrado é o tipo A3.
Sistemas de dois termos:
- A1. testemunhado, não testemunhado (por exemplo, Jamamadi, línguas yukaghir, Mỹky, Godoberi, Kalasha-mun, Khowar, Ianam)
- A2. não de primeira mão, todo o resto (por exemplo, Abcázia, Mansi, Khanty, Nenets, Enets, Selkup, línguas caucasianas nordeste)
- A3. relatado, tudo o mais (por exemplo, línguas turcomanas, Tâmil, Enga, Tauya, Lezguiano, Kham, Estoniano, Livoniano, línguas tibeto-birmanesas, várias línguas indígenas da América do Sul )

Sistemas de três termos:
- B1. sensorial visual, inferencial, reportativo (por exemplo, Aimará, línguas shastan, línguas qiang, Maidu, a maioria línguas quíchuas, línguas embera setentrionais)
- B2. sensorial visual, sensorial não visual, inferencial (por exemplo, Washo)
- B3 sensorial não visual, inferencial, reportativo (por exemplo, Retuarã, Pomo Setentrional)
- B4. testemunhado (direta), não-testemunhado (indireta), inferencial, reportativa (por exemplo, línguas tsezicas[6] e línguas daguestanas)

Sistemas de quatro termos:
- C1. sensorial visual, sensorial não visual, inferencial, reportativo (por exemplo, Tariana, Xamatauteri, Pomo Oriental, línguas tucanas leste)
- C2. sensorial visual, inferencial nº 1, inferencial nº 2, reportativo (por exemplo, Tsafiki, Pawnee, língua quíchua ancash)
- C3 sensorial não visual, inferencial # 1, inferencial # 2, reportativo (por exemplo, Wintu)
- C4. sensorial visual, inferencial, reportativo nº 1, reportativo nº 2 (por exemplo, língua tepehuana sudeste)
- C5. testemunhado (não subjetiva, não re-narrativa), inferencial (subjetiva, não-renarrativa), re-narrativa (não subjetiva, re-narrativa), dubitativa (subjetiva, re-narrativa) (por exemplo, Búlgaro em verbos não evidenciais)[7]

Sistemas com cinco termos ou mais:
- sensorial visual, sensorial não visual, inferencial, reportativo, assumido (por exemplo, Tuyuca, Tucano)
- testemunhado, inferencial, reportativa, assumida, "suporte interno" (por exemplo, línguas nhanbiquaras)
- sensorial visual, sensorial não visual, inferencial, relatado, ouvido de fonte conhecida, participação direta (por exemplo, Fasu)
- sensor não visual, inferencial # 1, inferencial # 2, inferencial # 3, reportativo (por exemplo, Apache ocidental)
- inferencial, antecipação, performativo, dedução, indução, boato, observação direta, opinião, assumida, "conhecer por cultura", "conhecer por interno" (Lojban)[8]

## Marcação de evidencialidade
Sistemas evidenciais em muitas línguas são frequentemente marcados simultaneamente com outras categorias linguísticas. Por exemplo, de acordo com Aikhenvald, um determinado idioma pode usar o mesmo elemento para marcar evidências e informações de admiratividade (surpresa), isso é, informações sobre o inesperado. Aikenwald afirma que este é o caso da língua Apache Ocidental onde a partícula pós-verbal l funciona primariamente como um admirativo, mas também tem uma função secundária como uma evidencialidade inferencial. Esse fenômeno de evidencialidades desenvolvendo funções secundárias ou outros elementos gramaticais, como admirativos e o desenvolvimento de funções evidenciais, é bastante difundido. Os seguintes tipos de sistemas mistos foram relatados:
* evidencialidade com admiratividade
* evidencialidade com tempo gramatical  - aspecto gramatical
* evidencialidade com modalidade linguística
Além das interações com tempo, modalidade e admiratividade, o uso de evidencialidades em algumas línguas também pode depender do tipo frase, estrutura do discurso estrutura e/ou gênero linguístico.
No entanto, apesar da interseção dos sistemas de evidencialidade com outros sistemas semântico ou pragmáticos (por meio de categorias gramaticais), Aikhenvald acredita que várias línguas marcam evidencialidade sem nenhuma conexão gramatical com esses outros sistemas semânticos ou pragmáticos. Mais explicitamente, ela acredita que existem sistemas modais que não expressam evidencialidade e sistemas evidenciais que não expressam modalidade. Da mesma forma, existem sistemas admirativos que não expressam evidencialidade e sistemas evidenciais que não expressam admiratividade.

### Modalidade epistêmica
A evidencialidade é frequentemente considerada um subtipo da modalidade epistêmica (Palmer 1986, Kiefer 1994). Outros linguistas consideram evidencialidade (marcando a fonte de informação numa afirmação) como distinta da modalidade epistêmica (marcando o grau de confiança numa afirmação). Um exemplo em português:
Eu vejo que ele está vindo. (evidencial)
Eu sei que ele está vindo. (epistêmico)
Por exemplo, de Haan (1999, 2001, 2005) afirma que a evidencialidade afirma a evidência enquanto a modalidade epistêmica avalia a evidência e que a evidencialidade é mais semelhante numa categoria que assinala a relação entre falantes e eventos/ações (como os demonstrativos marcam a relação entre falantes e objetos; ver também Joseph (2003). Aikhenvald (2003) considera que evidencialidades podem indicar a atitude de um falante sobre a validade de uma afirmação, embora esse não é um recurso necessário das evidencialidade. Além disso, ela diz que a marcação evidencial pode co-ocorrer com a marcação epistêmica, mas também pode co-ocorrer com a marcação aspecto/tempo ou até admirativa.
Considerar a evidência como um tipo de modalidade epistêmica pode ser apenas o resultado da análise de línguas não europeias em termos dos sistemas de modalidade encontrados nas línguas europeias. Por exemplo, os verbos modais nas línguas germânicas são usados para indicar evidencialidade e modalidade epistêmica (e, portanto, são ambíguos quando retirados do contexto). Outras línguas (não europeias) as marcam claramente de maneira diferente. De Haan (2001) considera que o uso de verbos modais para indicar evidências é comparativamente raro (com base em uma amostra de 200 idiomas).

### Terminologia
Embora alguns lingüistas tenham proposto que a evidencialidade deva ser considerada separadamente da modalidade epistêmica, outros linguistas confundem os dois. Por causa dessa confusão de conceituação, alguns pesquisadores usam o termo "evidencialidade" para se referir tanto à marcação da fonte de conhecimento quanto ao compromisso com a verdade do conhecimento.

## Em português
A evidencialidade não é considerada uma categoria gramatical em português porque é expressa de diversas maneiras e é sempre opcional. Por outro lado, muitas outras línguas (incluindo línguas quíchuas, aimará e línguas yukaguir) exigem que o falante marque o verbo principal ou a frase como um todo por meio de evidencialidade, ou ofereça um conjunto opcional de afixos para evidencialidade indireta, sendo a experiência direta o modo de evidencialidade assumido padrão.
Considere estas frases do português:
Eu estou faminto.
João está faminto.
É improvável que digamos a segunda, a menos que alguém (talvez o próprio João) tenha nos dito que Bob está com fome. (Ainda podemos dizer isso para alguém incapaz de falar por si mesmo, como um bebê ou um animal de estimação.) Se estamos simplesmente assumindo que João está com fome com base na aparência ou no comportamento, é mais provável que digamos algo como:
João  aparenta estar  com fome.
João  parece  com fome.
João  já estaria com fome.
Aqui, o fato de confiarmos em evidências sensoriais, e não na experiência direta, é transmitido pelo uso da palavra aparentar ou ``parecer.
Outra situação em que a modalidade evidencial é expressa em português é em certos tipos de previsões, a saber, as baseadas nas evidências em questão. Alguns linguistas referem-se a isso como "previsões com evidências". Exemplos:
Olhe aquelas nuvens! Vai chover! (Compare "Vai começar a chover!").

## No ocidente
A noção de evidencialidade como informação gramatical obrigatória ficou em 1911 por Franz Boas em sua introdução ao  The Handbook of American Indian Languages  em uma discussão sobre Kwak'wala Kwakiutl e em seu esboço gramatical do Tsimshianic. O termo evidencial foi usado pela primeira vez no atual senso linguístico por Roman Jakobson em 1957 em referência a línguas eslavas dos Balcãs (Jacobsen 1986: 4; Jakobson 1990) com a seguinte definição:
"EnEns/Es > evidencial é um rótulo provisório para a categoria verbal que leva em consideração três eventos - um evento narrado (E  n ), um evento falado (E  s ) e um evento narrado falado (E  ns ). O falante relata um evento com base no relato de outra pessoa (citação, ou seja, evidencialidade de boato), de um sonho (evidencialidade reveladora), de um palpite (evidencialidade presuntiva) ou de sua própria experiência anterior (evidencialidade de memória)."
Jakobson também foi o primeiro a separar claramente a evidencialidade como modo gramatical. Em meados da década de 1960, "evidencial" e "evidencialidade" passaram a ser termos estabelecidos na literatura linguística.
Os sistemas de evidencialidade receberam atenção linguística focada apenas recentemente. O primeiro trabalho importante para examinar a evidencialidade em vários idiomas é Chafe & Nichols (1986). Uma comparação tipológica mais recente é aquela de Aikhenvald (2004).